# U-20-Fußball-Südamerikameisterschaft
Die U-20-Fußball-Südamerikameisterschaft (span. Campeonato Sudamericano Sub-20), auch Juventud de America, ist ein Fußballwettbewerb zwischen den Nationalmannschaften Südamerikas für männliche Fußballspieler unter 20 Jahren. Es ist das älteste Junioren-Turnier und wird seit 1954 ausgetragen, fand aber zunächst nur in unregelmäßigen Abständen statt. Seit Einführung der U-20-Fußball-Weltmeisterschaft 1977 dient es auch als Qualifikation für die Junioren- (U-20) Fußball-Weltmeisterschaft, wobei sich die jeweils vier bestplatzierten Teams qualifizieren. Seitdem findet das Turnier im Zweijahresrhythmus statt. Seit 2007 dient das Turnier alle vier Jahre zudem als Qualifikationsturnier für das olympische Fußballturnier der Männer. Dabei qualifizieren sich die beiden erstplatzierten Mannschaften, die dann als mit drei älteren Spielern ergänzte U-23-Auswahlen an den Olympischen Spielen teilnehmen.
Wie bei den anderen südamerikanischen Kontintalturnieren gibt es keine Qualifikation.

## Die Turniere im Überblick
| Jahr         | Gastgeber | Finale      | Finale                                             | Finale        | Spiel um Platz drei | Spiel um Platz drei | Spiel um Platz drei |
| Jahr         | Gastgeber | Sieger      | Ergebnis                                           | Zweiter Platz | Dritter Platz       | Ergebnis            | Vierter Platz       |
| ------------ | --------- | ----------- | -------------------------------------------------- | ------------- | ------------------- | ------------------- | ------------------- |
| 1954 Details | Venezuela | Uruguay     | (Ligasystem)                                       | Brasilien     | Venezuela           | (Ligasystem)        | Peru                |
| 1958 Details | Chile     | Uruguay     | (Ligasystem)                                       | Argentinien   | Brasilien           | (Ligasystem)        | Peru                |
| 1964 Details | Kolumbien | Uruguay     | (Ligasystem)                                       | Paraguay      | Kolumbien           | (Ligasystem)        | Chile               |
| 1967 Details | Paraguay  | Argentinien | 1 2:2 1                                            | Paraguay      | nicht ausgetragen   | nicht ausgetragen   | nicht ausgetragen   |
| 1971 Details | Paraguay  | Paraguay    | 2 1:1 2                                            | Uruguay       | nicht ausgetragen   | nicht ausgetragen   | nicht ausgetragen   |
| 1974 Details | Chile     | Brasilien   | 2:1                                                | Uruguay       | Paraguay            | 1:0                 | Argentinien         |
| 1975 Details | Peru      | Uruguay     | (Ligasystem) Entscheidungsspiel 31:1 (3:1 i. E.) 3 | Chile         | Argentinien         | (Ligasystem)        | Peru                |

| seit 1977 wird das Turnier im Ligasystem ausgetragen |             |             |               |               |               |
| Jahr                                                 | Gastgeber   | Finalstände | Finalstände   | Finalstände   | Finalstände   |
| Jahr                                                 | Gastgeber   | Sieger      | Zweiter Platz | Dritter Platz | Vierter Platz |
| 1977 Details                                         | Venezuela   | Uruguay     | Brasilien     | Paraguay      | Chile         |
| 1979 Details                                         | Uruguay     | Uruguay     | Argentinien   | Paraguay      | Brasilien     |
| 1981 Details                                         | Ecuador     | Uruguay     | Brasilien     | Argentinien   | Bolivien      |
| 1983 Details                                         | Bolivien    | Brasilien   | Uruguay       | Argentinien   | Bolivien      |
| 1985 Details                                         | Paraguay    | Brasilien   | Paraguay      | Kolumbien     | Uruguay       |
| 1987 Details                                         | Kolumbien   | Kolumbien   | Brasilien     | Argentinien   | Uruguay       |
| 1988 Details                                         | Argentinien | Brasilien   | Kolumbien     | Argentinien   | Paraguay      |
| 1991 Details                                         | Venezuela   | Brasilien   | Argentinien   | Uruguay       | Paraguay      |
| 1992 Details                                         | Kolumbien   | Brasilien   | Uruguay       | Kolumbien     | Ecuador       |
| 1995 Details                                         | Bolivien    | Brasilien   | Argentinien   | Chile         | Ecuador       |
| 1997 Details                                         | Chile       | Argentinien | Brasilien     | Paraguay      | Uruguay       |
| 1999 Details                                         | Argentinien | Argentinien | Uruguay       | Brasilien     | Paraguay      |
| 2001 Details                                         | Ecuador     | Brasilien   | Argentinien   | Paraguay      | Chile         |
| 2003 Details                                         | Uruguay     | Argentinien | Brasilien     | Paraguay      | Kolumbien     |
| 2005 Details                                         | Kolumbien   | Kolumbien   | Brasilien     | Argentinien   | Chile         |
| 2007 Details                                         | Paraguay    | Brasilien   | Argentinien   | Uruguay       | Chile         |
| 2009 Details                                         | Venezuela   | Brasilien   | Paraguay      | Uruguay       | Venezuela     |
| 2011 Details                                         | Peru        | Brasilien   | Uruguay       | Argentinien   | Ecuador       |
| 2013 Details                                         | Argentinien | Kolumbien   | Paraguay      | Uruguay       | Chile         |
| 2015 Details                                         | Uruguay     | Argentinien | Kolumbien     | Uruguay       | Brasilien     |
| 2017 Details                                         | Ecuador     | Uruguay     | Ecuador       | Venezuela     | Argentinien   |
| 2019 Details                                         | Chile       | Ecuador     | Argentinien   | Uruguay       | Kolumbien     |
| 2023 Details                                         | Kolumbien   | Brasilien   | Uruguay       | Kolumbien     | Ecuador       |
| 2025 Details                                         | Venezuela   | Brasilien   | Argentinien   | Kolumbien     | Paraguay      |

1 Argentinien gewann durch Losentscheid

2 Paraguay gewann aufgrund der besseren Tordifferenz im Halbfinale

3 Entscheidungsspiel, da beide Teams das Turnier mit der gleichen Punkt- und Tor-/Gegentoranzahl beendeten

### Rangliste
nach 31 Turnieren
| Rang | Land        | Sieger | Zweiter | Dritter* | Vierter* |
| ---- | ----------- | ------ | ------- | -------- | -------- |
| 1    | Brasilien   | 13     | 7       | 3        | 2        |
| 2    | Uruguay     | 8      | 7       | 6        | 3        |
| 3    | Argentinien | 5      | 8       | 8        | 2        |
| 4    | Kolumbien   | 3      | 2       | 5        | 2        |
| 5    | Paraguay    | 1      | 5       | 6        | 4        |
| 6    | Ecuador     | 1      | 1       |          | 4        |
| 7    | Chile       |        | 1       | 1        | 6        |
| 8    | Venezuela   |        |         | 2        | 1        |
| 9    | Peru        |        |         |          | 3        |
| 10   | Bolivien    |        |         |          | 2        |

* 1967 und 1971 wurden die Spiele um Platz 3 nicht ausgetragen.